# Betlémské světlo (film)
Betlémské světlo je český film z roku 2022 režiséra Jana Svěráka, natočený na motivy tří povídek jeho otce Zdeňka Svěráka.
Scénář napsal Jan Svěrák podle tří povídek svého otce. Povídky Ruslan a Ludmila (z roku 2004), Fotograf (2005) byly knižně vydány v roce 2008. Povídka Betlémské světlo, která dala filmu i název, vyšla v roce 2011. Tři původně samostatné povídky Jan Svěrák spojil do jednoho příběhu skrze hlavní postavu, stárnoucího spisovatele Karla Šejnohu, kterou ztvárnil Zdeněk Svěrák.

## Námět
K povídce Ruslan a Ludmila byla Zdeňku Svěrákovi inspirací vlastní příhoda. Od Václava Havla si koupil Volkswagen Golf. Dostal také doporučení na automechanika, který se o vůz staral už dříve a ten se stal předobrazem automechanika z povídky.
| „               | Já jsem koupil automobil Golf od Václava Havla a on mi řekl: 'Opravuje ho jeden opravář v Divoké Šárce, k němu jezděte, je to zajímavý člověk.' Já nevěděl čím, a pak jsem zjistil, že je na rozchodu s automechanictvím a bude se věnovat léčitelství. Radil mi, abych jedl dobře vypečený chleba. | “ |
| — Zdeněk Svěrák | |   |

## Výroba
První záběry filmu se natočily 29. března 2021 v garážích obchodního centra v Praze. Celé natáčení má být ukončeno do konce května 2021. Film v produkci společnosti Biograf Jan Svěrák s.r.o. a koprodukci České televize má rozpočet 38,7 milionů korun. Od Státního fondu kinematografie získal dotaci 7 milionů korun. Kameramanem je Vladimír Smutný, který s Janem Svěrákem spolupracoval i na sedmi dřívějších filmech. Kostýmy navrhla Simona Rybáková a architektem je Jan Vlasák. Režisérův syn František Svěrák bude film stříhat a také natočí film o filmu. Upoutávku na film tvůrci zveřejnili 6. října a trailer 6. prosince 2021. Betlémské světlo je po filmech Akumulátor 1, Kolja, Tmavomodrý svět a Vratné lahve pátým filmem Jana Svěráka, ke kterému složil hudbu Ondřej Soukup. Nahrál ji soubor Score Orchestra. Plakát k filmu vytvořil dánský ilustrátor Mads Berg, který se specializuje na tvorbu plakátů ve stylu art deco. Na plakátu je vyobrazen Zdeněk Svěrák jak sedí v rakvi a kouří. Předpremiéra filmu se uskutečnila 25. února 2022 v Českých Budějovicích. Premiéra proběhla 10. března 2022.

## Lokace
Natáčení probíhalo převážně v Praze. První záběry natočil Jan Svěrák v garážích obchodního centra na Chodově. Lékárna, ve které prodává Vendula Velebová v podání Terezy Ramby, byla pro filmové účely vybudována ve Veverkově ulici v pražských Holešovicích. V plzeňské věznici Bory filmaři natáčeli scény s Vojtěchem Kotkem. Restauraci v Novém divadle zase přetvořili ve varšavskou galerii. Jedním z důvodů, proč Jan Svěrák vybral k natáčení Plzeň, byly místní tramvaje. Jsou žluté stejně jako tramvaje ve Varšavě. Dům Karla Šejnohy našli filmaři ve Horních Počernicích. Poslední filmový záběr provedl Jan Svěrák ve druhé polovině května ve Stráži nad Nežárkou.

## Obsazení
| Zdeněk Svěrák     | spisovatel Karel Šejnoha         |
| Daniela Kolářová  | Helena Šejnohová, Šejnohova žena |
| Martin Polišenský | Vojta                            |
| Vladimír Javorský | Bohumil, otec Vojty              |
| Jitka Čvančarová  | matka Vojty                      |
| Vojtěch Kotek     | fotograf Mário Písecký           |
| Tereza Ramba      | lékárnice Vendula Velebová       |
| Ondřej Vetchý     | automechanik a léčitel Bakalář   |
| Patricia Schumann | léčitelka Ludmila                |
| Miroslav Táborský | pracovník krematoria             |
| Jan Budař         | pracovník krematoria             |
| Jiří Macháček     | Vojtův učitel odborného výcviku  |
| Alena Doláková    | Máša                             |
| Vácalv Kopta      | pošťák Plešoun                   |
| Štěpán Kozub      | pošťák Brejlička                 |
| Lucie Polišenská  | návštěvnice muzea Emy Destinnové |
| Petr Reidinger    | lékárník magistr Veleba          |
| Klára Otlová      | lékárnice                        |
| Marek Šimon       | Bakalářův zákazník               |
| Robert Bárta      | pán na parkovišti                |

Zdeněk Svěrák a Daniela Kolářová vytvořili manželský pár ve filmu počtvrté. Poprvé si spolu zahráli ve filmu Jiřího Menzela Na samotě u lesa v roce 1976, pak ve filmech Jan Svěráka Akumulátor 1 (1994) a Vratné lahve (2007). Další manželský pár tvoří Vladimír Javorský a Jitka Čvančarová a mileneckou dvojici zase Vojtěch Kotek s Terezou Ramba, její postava však následně uzavře sňatek s magistrem Velebou (Petr Reidinger). Ve filmech Zdeňka Svěráka se tradičně objevují neprofesionální herci ze souboru divadla Járy Cimrmana – v Betlémském světle hrají Petr Reidinger, Marek Šimon a Robert Bárta.

## Recenze
- Tomáš Stejskal, Aktuálně.cz
- František Fuka, FFFilm
- Kristina Roháčková, iROZHLAS
- Jan Jaroš, ČT art
- Roman "InJo" Freiberg, Kinobox
- Kamil Fila, Kinobox
- Rimsy, MovieZone.cz